# Melodi Grand Prix 2015
Der 53. Melodi Grand Prix fand am 14. März 2015 statt und war der norwegische Vorentscheid für den Eurovision Song Contest 2015 in Wien (Österreich). Gewonnen wurde dieser von Mørland & Debrah Scarlett mit dem Lied A Monster Like Me. Sie erreichten dort den achten Platz im Finale und damit dieselbe Platzierung wie im vorherigen Jahr.

## Format

### Konzept
Anders als in den Vorjahren, bestand die Sendung 2015 nur noch aus einer Sendung. Damit fand zum ersten Mal seit 2005 keine Halbfinal-Sendungen mehr statt. In einem Finale mit elf Teilnehmern wurde in zwei Abstimmungsrunden der Sieger ermittelt. In der ersten Runde entschieden zu 100 % die Zuschauer per Televoting, welche vier Teilnehmer in das Goldfinale einziehen. Im Goldfinale wird der Sieger dann erneut ausschließlich per Televoting ermittelt.
Ebenfalls gab es zum ersten Mal seit 1998 wieder ein Live-Orchester, das die Auftritte der Teilnehmer jeweils musikalisch unterstützte.

## Teilnehmer
Vom 5. Juni 2014 bis zum 1. September 2014 konnten bei NRK Beiträge eingereicht werden. Insgesamt wurden 800 Beiträge eingereicht, was 30 % mehr sind als 2014.
Am 21. Januar 2015 stellte NRK die elf Teilnehmer im Rahmen einer Pressekonferenz vor.

## Finale
Das Finale (Finalen) fand am 14. März 2015 im Oslo Spektrum in Oslo statt. Dort traten elf Lieder gegeneinander an. Die vier bestplatzierten Länder qualifizierten sich für das Goldfinale. Sie sind hier hellgrün unterlegt.
| Startnr. | Interpret                 | Lied Musik (M) und Text (T)                                                                                        | Sprache    | Übersetzung (inoffiziell)   |
| -------- | ------------------------- | --- | ---------- | --------------------------- |
| 01       | Erlend Bratland           | Thunderstruck M: Joy Deb, Linnea Deb; T: Erlend Bratland, Linnea Deb                                               | Englisch   | Vom Blitz getroffen         |
| 02       | Raylee                    | Louder M/T: Andreas Stone Johansson, Ricky Hanley                                                                  | Englisch   | Lauter                      |
| 03       | Tor & Bettan              | All Over The World M/T: Are Selheim, Tor Endresen                                                                  | Englisch   | Über die ganze Welt         |
| 04       | Jenny Langlo              | Next To You M/T: Jenny Langlo, Robin Mortensen Lynch, Niklas Olovson                                               | Englisch   | Neben dir                   |
| 05       | Ira Konstantinidis        | We Don't Worry M/T: Øyvind Blikstad, Bjarte Giske; T: Ali Pirzad, Julie Bergan                                     | Englisch   | Wir machen uns keine Sorgen |
| 06       | Contrazt                  | Heaven M/T: Jan Lysdahl, Jacob Launbjerg                                                                           | Englisch   | Himmel                      |
| 07       | Marie Klåpbakken          | Ta meg tilbake M/T: Marie Klåpbakken, Linn Hege Sagen, Olav Tronsmoen                                              | Norwegisch | Nimm mich zurück            |
| 08       | Staysman & Lazz           | En godt stekt pizza M/T: Stian Thorbjørnsen, Petter Kristiansen, Lars Erik Blokkhus, Jesper Borgen, Magnus Clausen | Norwegisch | Eine gut gemachte Pizza     |
| 09       | Mørland & Debrah Scarlett | A Monster Like Me M/T: Kjetil Mørland                                                                              | Englisch   | Ein Monster wie ich         |
| 10       | Alexandra Joner           | Cinderella M/T: Erik Smaaland, Kristoffer Tømmerbakke                                                              | Englisch   | –                           |
| 11       | Karin Park                | Human Beings M/T: Karin Park, Guy Chambers                                                                         | Englisch   | Mensch sein                 |

 Kandidat hat sich für das Goldfinale qualifiziert.

### Goldfinale

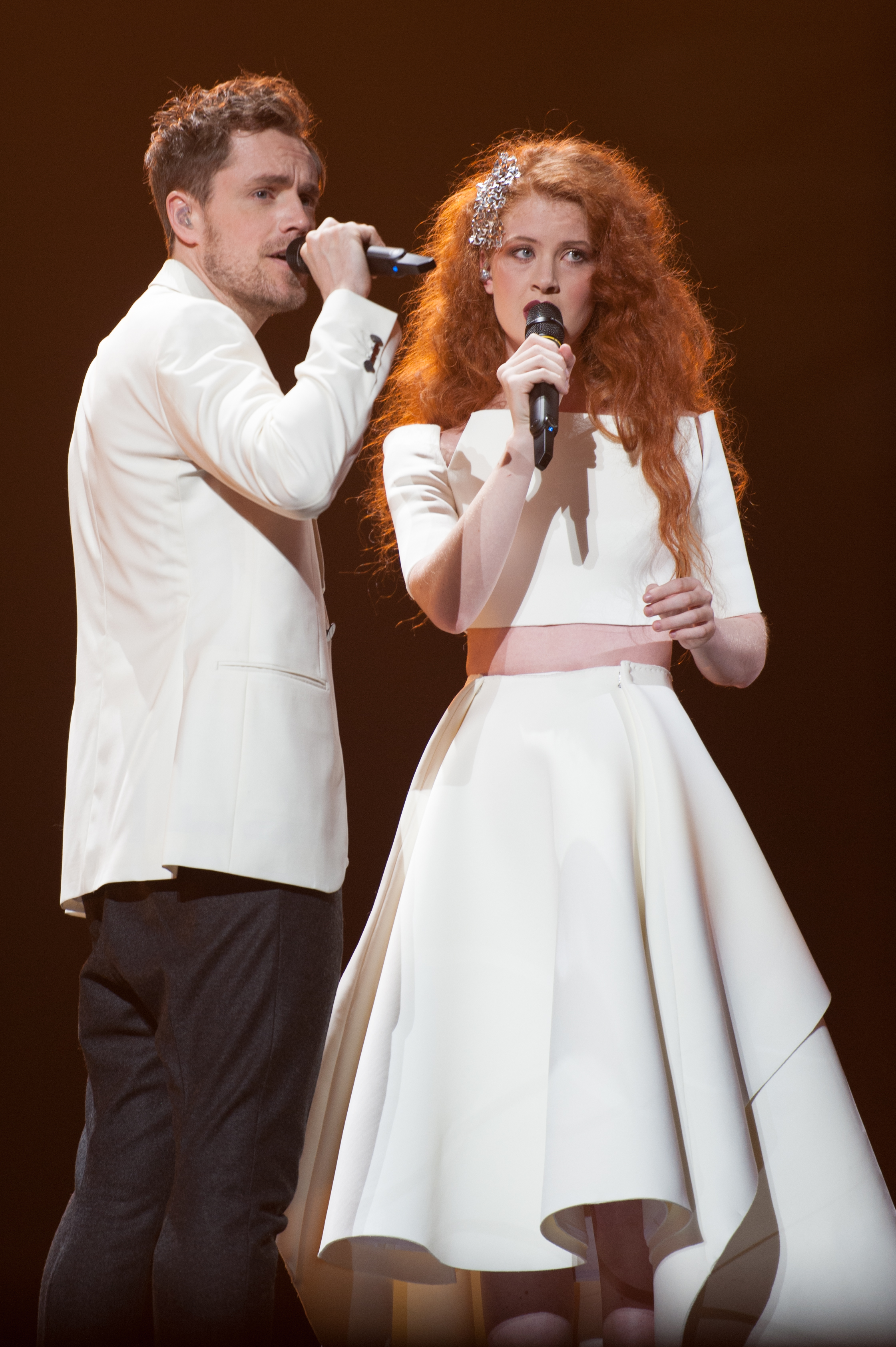
Die Gewinner der norwegischen Vorentscheidungen: Mørland & Debrah Scarlett

Im Goldfinale (Gullfinale) konkurrierten die vier Beiträge gegeneinander, die in der ersten Abstimmungsrunde die meisten Stimmen erhalten haben. Jeder Künstler erhielt Punkte aus allen der fünf Landesteilen Norwegens. Die Punkte stellen die Anzahl der SMS dar, die für den jeweiligen Teilnehmer abgegeben wurden. Mørland & Debrah Scarlett konnten die Abstimmung gewinnen und vertraten Norwegen in Wien.
| Platz | Startnr. | Interpret                 | Lied Musik (M) und Text (T)                                                                                        | Zuschauerstimmen nach Region (SMS) | Zuschauerstimmen nach Region (SMS) | Zuschauerstimmen nach Region (SMS) | Zuschauerstimmen nach Region (SMS) | Zuschauerstimmen nach Region (SMS) | Gesamt |
| Platz | Startnr. | Interpret                 | Lied Musik (M) und Text (T)                                                                                        | Østlandet                          | Nord-Norge                         | Midt-Norge                         | Sør-Norge                          | Vestlandet                         | Gesamt |
| ----- | -------- | ------------------------- | --- | ---------------------------------- | ---------------------------------- | ---------------------------------- | ---------------------------------- | ---------------------------------- | ------ |
| 1.    | 3        | Mørland & Debrah Scarlett | A Monster Like Me M/T: Kjetil Mørland                                                                              | 47.303                             | 7.778                              | 7.013                              | 17.340                             | 09.435                             | 88.869 |
| 2.    | 4        | Erlend Bratland           | Thunderstruck M/T: Joy Deb, Linnea Deb, Erlend Bratland                                                            | 37.334                             | 8.504                              | 7.161                              | 10.816                             | 21.558                             | 85.373 |
| 3.    | 2        | Staysman & Lazz           | En godt stekt pizza M/T: Stian Thorbjørnsen, Petter Kristiansen, Lars Erik Blokkhus, Jesper Borgen, Magnus Clausen | 49.068                             | 5.392                              | 3.595                              | 07.010                             | 04.134                             | 69.199 |
| 4.    | 1        | Tor & Bettan              | All Over The World M/T: Are Selheim, Tor Endresen                                                                  | 19.834                             | 5.222                              | 4.670                              | 05.574                             | 08.386                             | 43.686 |